# ريكين كايشنتو
ريكين كايشنتو (باليابانية: 立憲改進党) وتعني «الحزب الدستوي الإصلاحي» كان حزب سياسي أثناء فترة ميجي في اليابان.
تأسس الحزب على يد أوكوما شيغه-نوبو عام 1882، وتلقى الحزب دعماً مالياً من زايباتسو ميتسوبيشي.
دعى حزب ريكين كايشنتو إلى العمل بالملكية الدستورية على غرار المملكة المتحدة. حاز الحزب على 46 مقعد في أول انتخابات برلمانية عام 1890 وأصبح ثاني أكبر حزب ياباني في وقته.
في عام 1896 دمج الحزب مع عدد من الأحزاب الوطنية الصغيرة لتشكيل حزب شينبوتو.